# Polistes albicinctus
Polistes albicinctus är en getingart som beskrevs av Henri Saussure. Polistes albicinctus ingår i släktet pappersgetingar, och familjen getingar. Inga underarter finns listade i Catalogue of Life.